# Ortell
Ortell es el nombre de una variedad cultivar de manzano (Malus domestica). Esta manzana está cultivada en la colección de la Estación Experimental Aula Dei (Zaragoza) con n.º de accesión 413. Así mismo está cultivada en la colección del Banco de Germoplasma del manzano de la Universidad Pública de Navarra con el N.º BGM279; ejemplares procedentes de esquejes localizados en Sabiñán (Zaragoza).

## Sinónimos
- "Del Hortel" Este nombre puede estar relacionado con el vocablo “hortal”, utilizado en Aragón para referirse a los huertos. Esto podría indicar el origen aragonés de esta variedad, como es el caso del 'Pero de Aragón' y otras variedades traídas de esta región.[7]
- "Manzana Ortell",[8]
- "Ortell Sagarra",[9][10][11][12][13]

## Características
El manzano de la variedad 'Ortell' tiene un vigor medio. El árbol tiene tamaño medio y porte erecto, con tendencia a ramificar media, con hábitos de fructificación en ramos largos.
Tamaño de las flores grandes, época de floración media, con una duración de la floración media. Incompatibilidad de alelos S2 S10 S28.
Las hojas tienen una longitud del limbo de tamaño medio, con color verde, pubescencia ausente, con la superficie poco brillante. Forma de las estípulas es filiformes. Forma del limbo es cordiforme, forma del ápice apicular, forma de los dientes ondulados, y la forma de la base del limbo redondeado. Plegamiento del limbo con porte erguido, con longitud del peciolo medio.
La variedad de manzana 'Ortell' tiene un fruto de tamaño pequeño, de forma oblongo cónica; con color de fondo verde, sobre color ausente, y una sensibilidad al "russeting" (pardeamiento áspero superficial que presentan algunas variedades) ausente; con grosor de pedúnculo fino, longitud del pedúnculo medio, anchura de la cavidad peduncular es media, profundidad cavidad pedúncular grande, importancia del "russeting" en cavidad peduncular es ausente; profundidad de la cavidad calicina es pequeña, anchura de la cavidad calicina es media, importancia del "russeting" en cavidad calicina es ausente; apertura de los lóbulos carpelares es parcialmente abiertos; apertura del ojo cerrado; color de la carne crema; acidez débil, azúcar alto, y firmeza de la carne alta.
Época de maduración y recolección extremadamente tardía. Se trata de una variedad productiva, tiende a dar cosechas numerosas cada dos años (contrañada);  conviene aclarar la producción cuando estén en flor o el fruto sea pequeño, para que dé buenos frutos anualmente. Se usa como manzana de mesa.

## Susceptibilidades
- Oidio: ataque fuerte
- Moteado: ataque medio
- Fuego bacteriano: ataque medio
- Carpocapsa: no presenta
- Pulgón verde: ataque medio
- Araña roja: ataque débil[4][15]